# 関源吉
関源吉（せき げんきち、1856年（安政3年） - 1925年（大正14年）2月25日）は、明治、大正時代の囲碁棋士。江戸の生まれ、本因坊秀和門下、方円社などに所属、五段。各地遊歴などで後進指導に尽力した。

## 経歴

### 生い立ち
祖父の保兵衛は、本因坊元丈門下で初段。父の源次郎は秀和門下で三段、1906年（明治39年）77歳で没。源吉は8歳の時に父から碁を学ぶび、11歳の時に当時初段の父に井目で勝ったことで、翌年秀和に入門した。この時点で秀和の長男の秀悦には八子、三男の秀元には互先だったが、年の近い秀元には先二にまで打ち込まれることもあり、村瀬秀甫、伊藤松和、中川亀三郎、海老沢健造らに教授を受けて、翌年の1868年に初段格に達する。しかし明治維新の難を避けて江戸を離れ、母方の郷里川越に移る。

### 方円社と坊門
1870年（明治3年）に東京に戻り、この頃秀甫が根岸に教場を開いていたのに付いて、高橋杵三郎、大沢銀次郎に指導を受ける。しかしほどなく秀甫は遊歴に出て江戸を離れ教場も解散したため、源吉も17歳ながら信州、上州の遊歴に出る。翌年帰京するが、1875年に伊豆で療養中に、沼津にいる中村正平の許に滞在していた秀甫を訪ね、秀甫に二子でジゴとした。1877年には大阪で泉秀節に先で打ったが先二となり、吉原文之助に先番逆コミ5目で敗れ、阿部亀次郎先相先から先番逆コミ2目に打込まれる。九州にも足を伸ばし、1881年末に東京に戻り、翌1月に方円社に初段をもって入社。次いで二段、4月には三段に進んだ。しかし脳病に冒されて対局を禁じられ、1883年に方円社を退社。上州を経て新潟に滞在し、新潟市櫻井浅二郎二段、五泉町伊藤源次郎（のち三段）、長岡関文八初段、佐渡島田中得太郎初段と交流した。
1888年に帰京し、翌年再度方円社入社。石井千治と青年囲碁研究会を設立、石井と十番碁を打って、5勝4敗1ジゴ。1891年に四段。この頃、神田神保町の方円社の新築に尽力、また方円社と本因坊家の合同を金玉均と計ったがうまくいかなかった。さらに碁界興隆策を提案するが受け入れられず、1894年に退社し、本因坊秀栄、安井算英と碁界統一を策したがこれもうまくいかなかった。しばらく碁界から離れるが、1905年に碁界に戻り、1906年に秀栄から新聞手合に誘われて出場、日本囲碁会で教授を担当。1908年の秀栄没時に遺命にて五段昇段。秀栄後継者についても遺言を墨守して雁金準一を支持し、敲玉会に所属、田村保寿からの二十一世本因坊襲名の通知も返送した。その後はどこにも所属せず、1909年に浦和で独立庵柯山と号して教室を開いた。

### 満州遊歴
1915年（大正4年）に京都、大阪、神戸、岡山、広島を遊歴、1917年に満州を遊歴、奉天、大連、旅順を経て、朝鮮の京城府の囲碁仙友会に滞在、1918年2月に帰国し大阪に滞在、5月にまた満州に渡り、奉天、大連に滞在、大連では粛親王邸にて内垣末吉六段と対戦した。
1921年に雁金準一、小林鍵太郎とともに方円社に復帰した。晩年は喘息のため水海道の娘婿方で静養した。

## 著作
- 『囲碁新てほどき』弘学館 1912年
- 『囲碁虎の巻』大倉書店 1913年
- 『囲碁秘訣 侵分と劫』駸々堂 1921年
- 『囲碁 上手泣かせ』駸々堂 1922年